# Maria Schutz (Pasing)

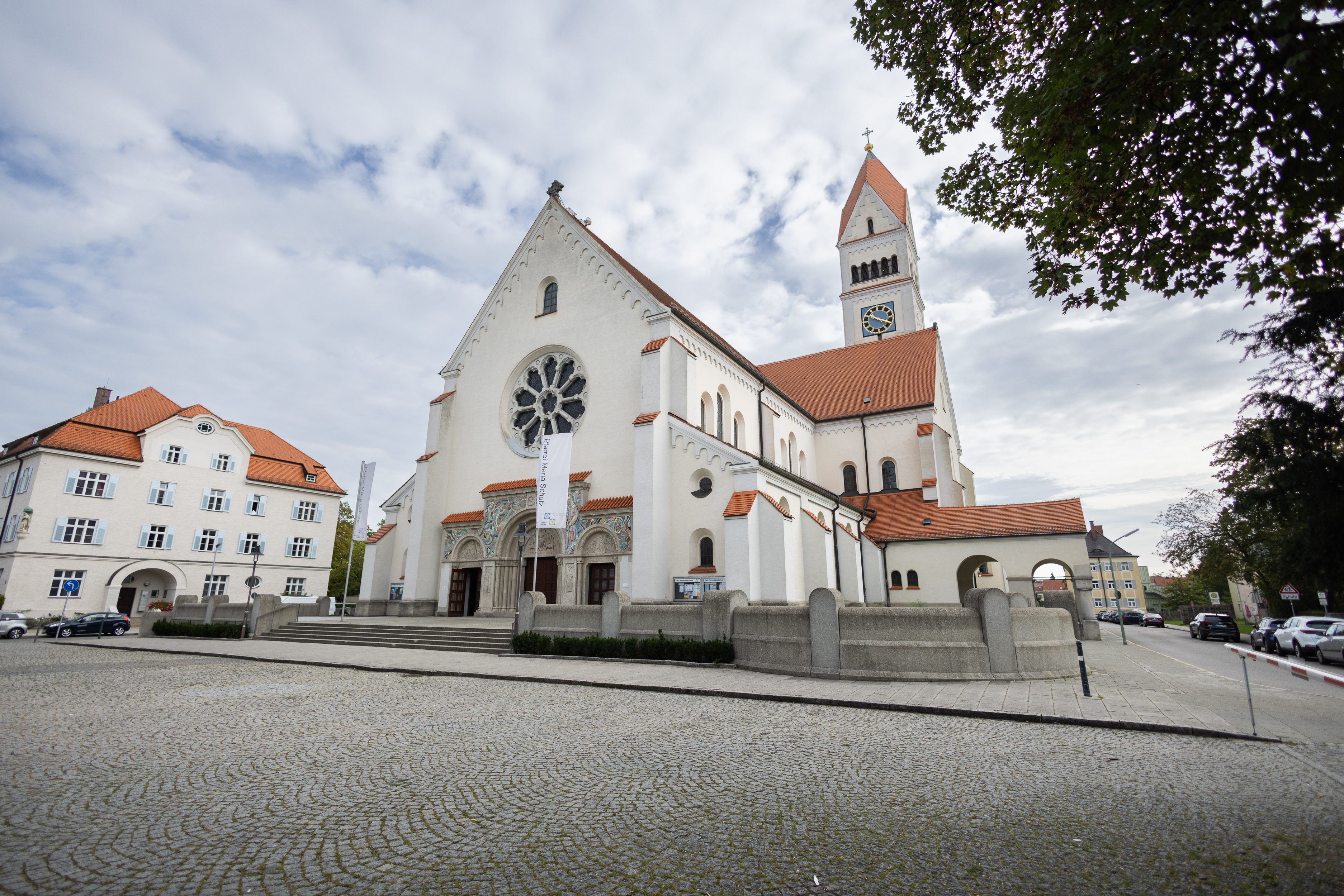
Pfarrkirche Maria Schutz in München-Pasing

Die Pfarrkirche Maria Schutz ist eine katholische Pfarrkirche im Münchener Stadtteil Pasing. Sie gehört zur Erzdiözese München und Freising, ihr Patrozinium ist am 1. Mai, dem Tag von Maria, der Schutzfrau Bayerns. Das zugehörige Fest wird am ersten Sonntag im Mai begangen.

## Geschichte und Architektur

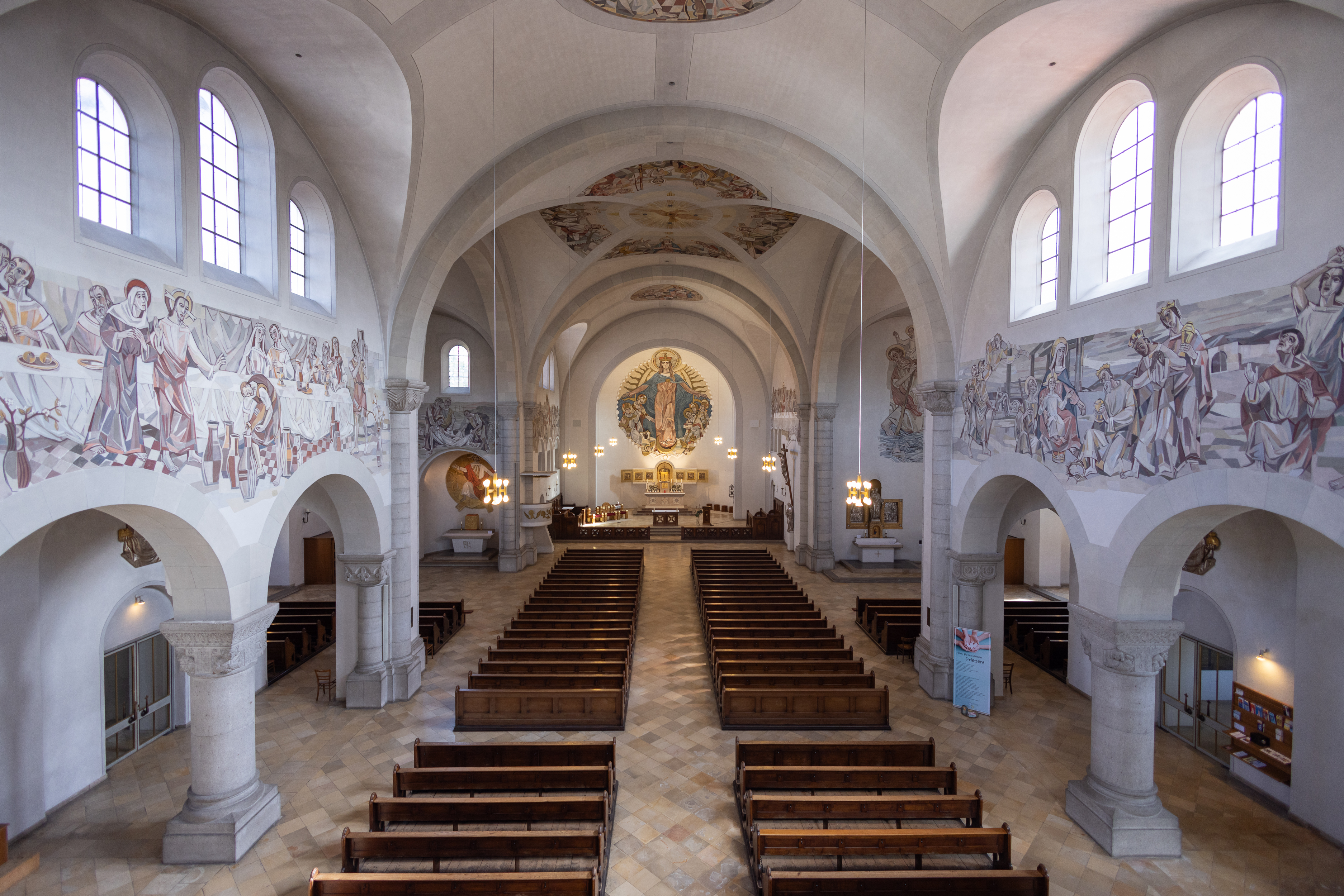
Blick zum Altarraum

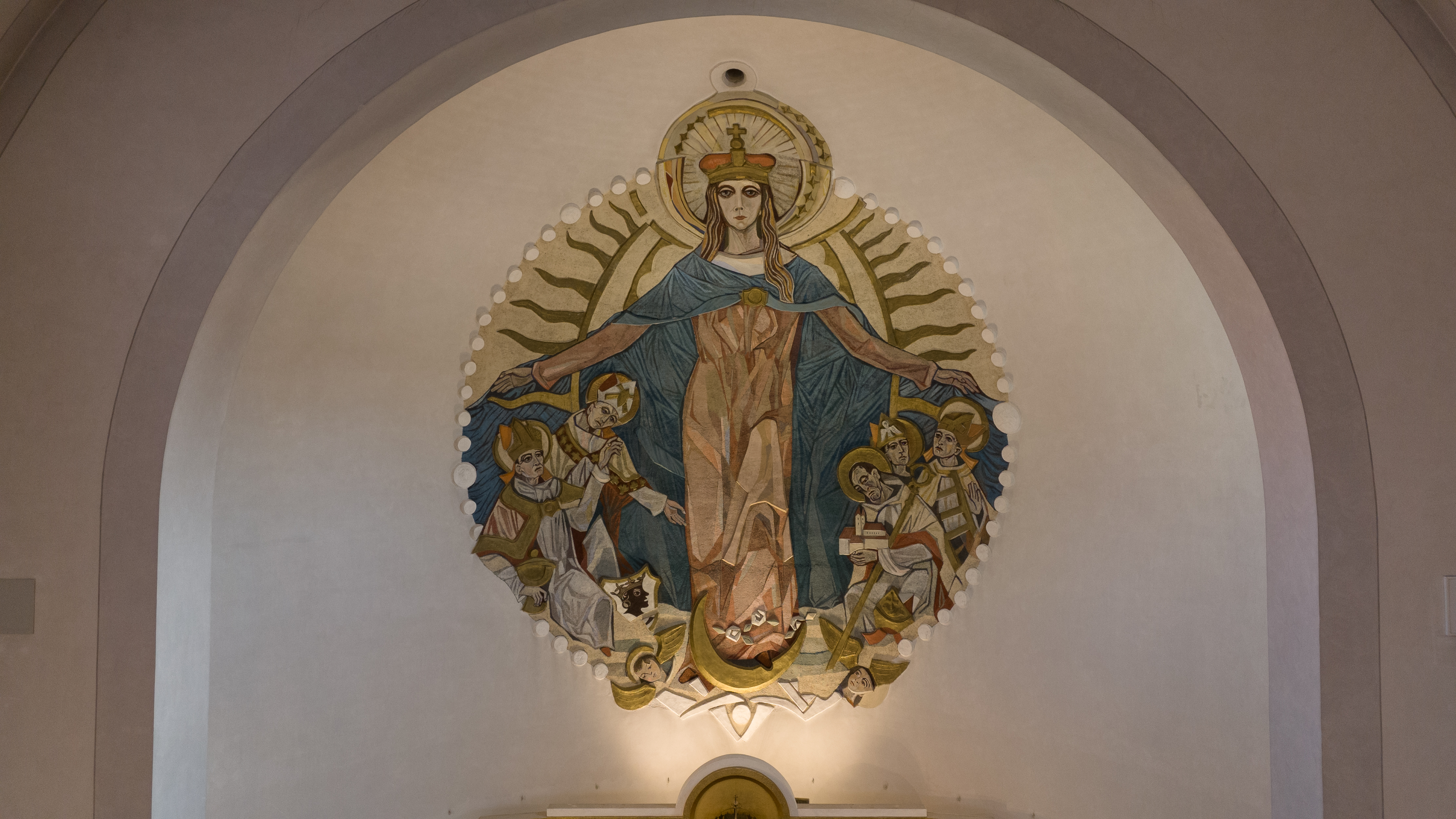
Schutzmantelmadonna in der Apsis; Maria hält als Patrona Bavariae schützend ihre Arme über das Erzbistum München und Freising und die angrenzenden Bistümer, repräsentiert durch deren Bistumspatrone

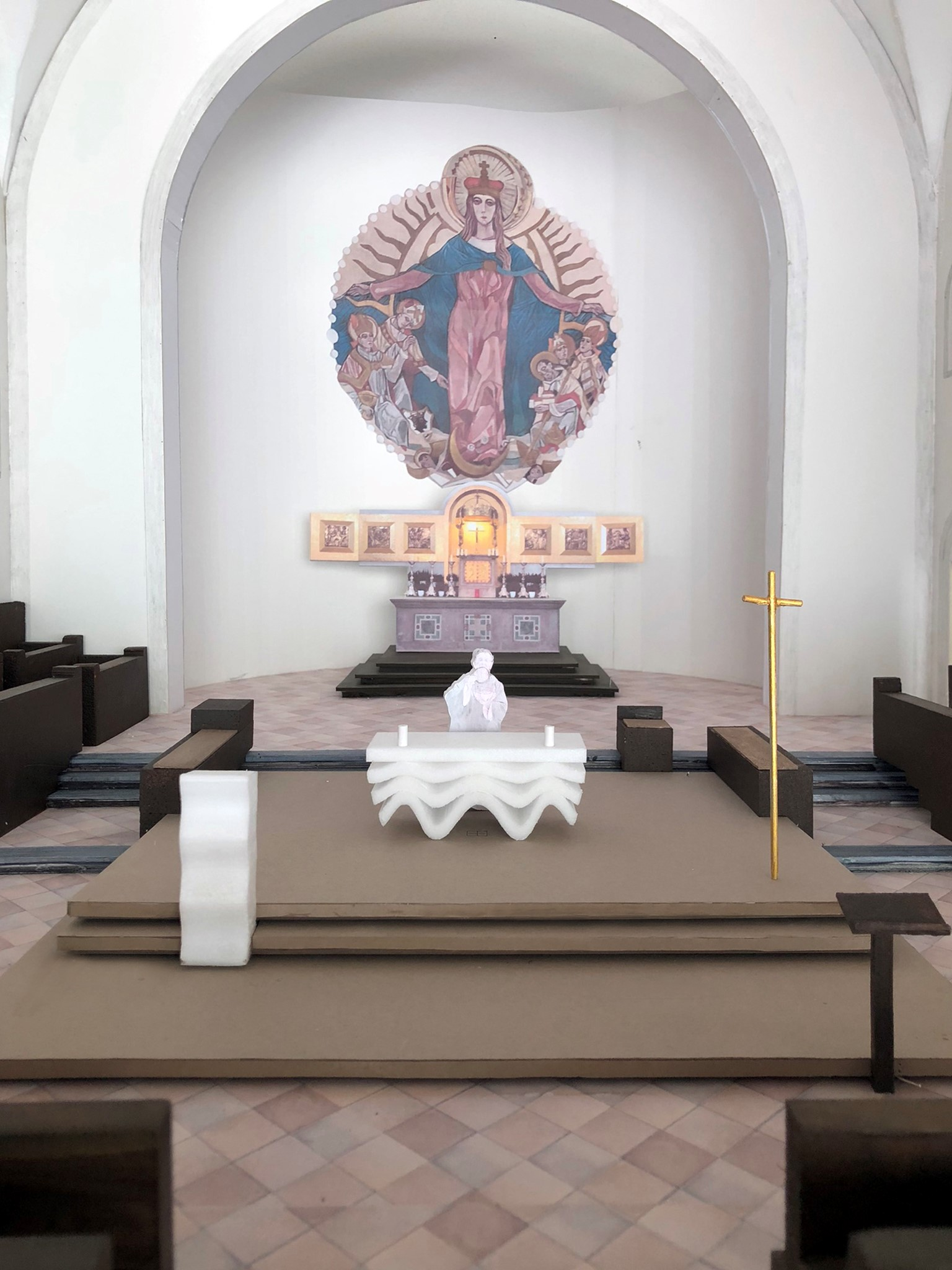
Modell der geplanten Umgestaltung und Neuausstattung des Altarraums der Pfarrkirche Maria Schutz

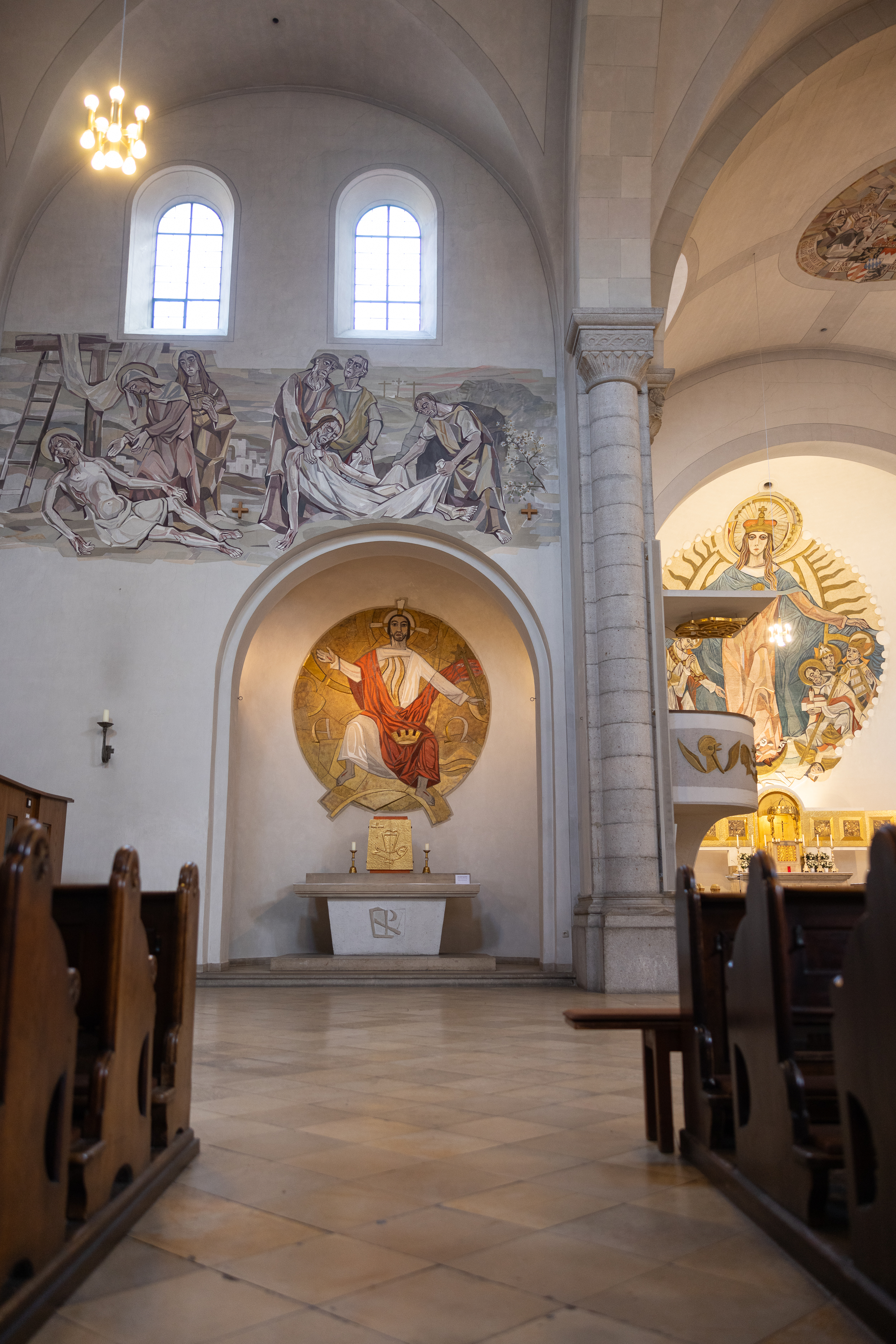
Christkönigsaltar im linken Seitenschiff

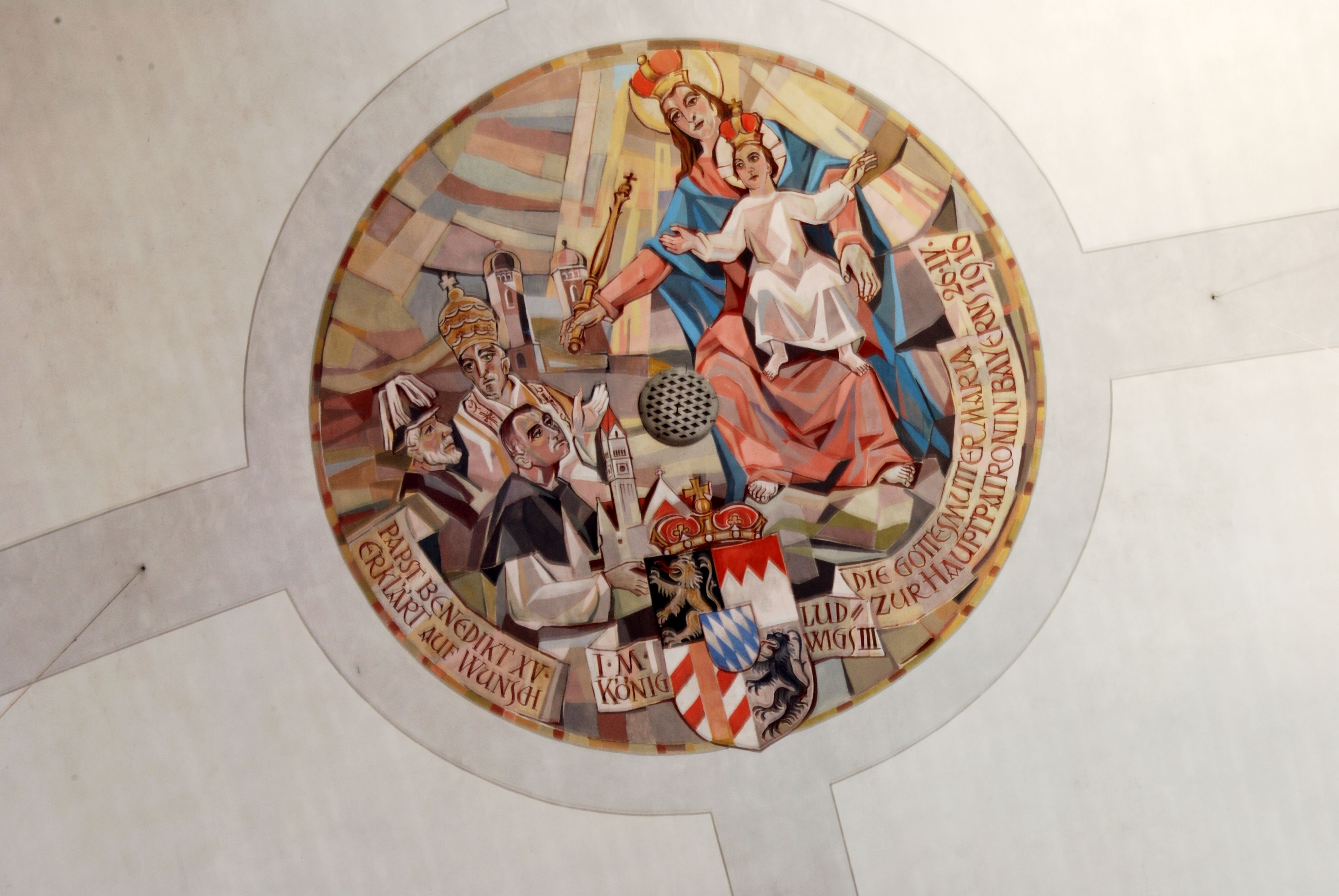
Rundbild des Chorgewölbes: Stadtpfarrer Georg Wachinger (1914–1927) weiht die neue Pfarrkirche in Gemeinschaft mit Papst Benedikt XV. und König Ludwig III.

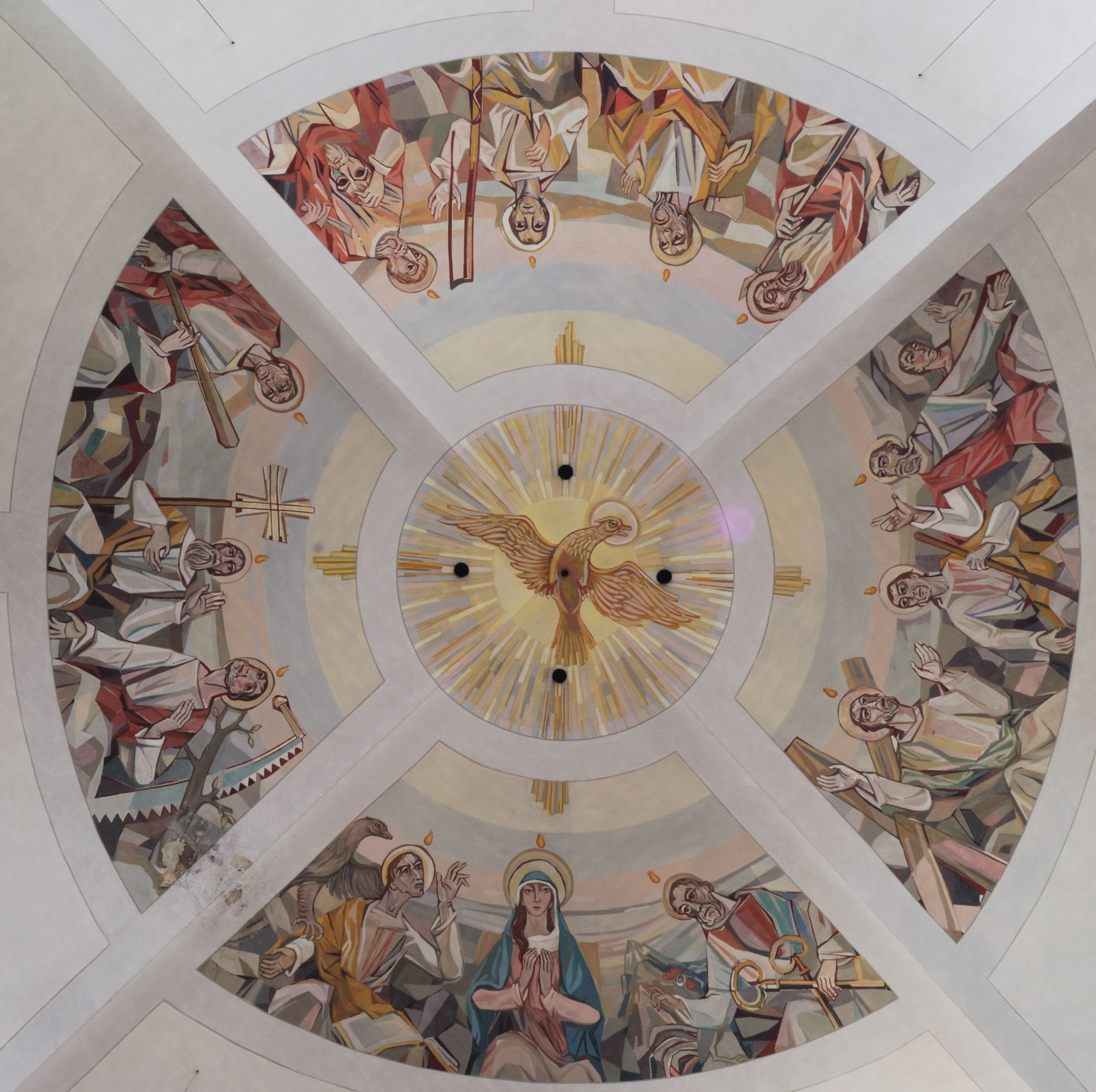
Sendung des Heiligen Geistes (Vierungskuppel)

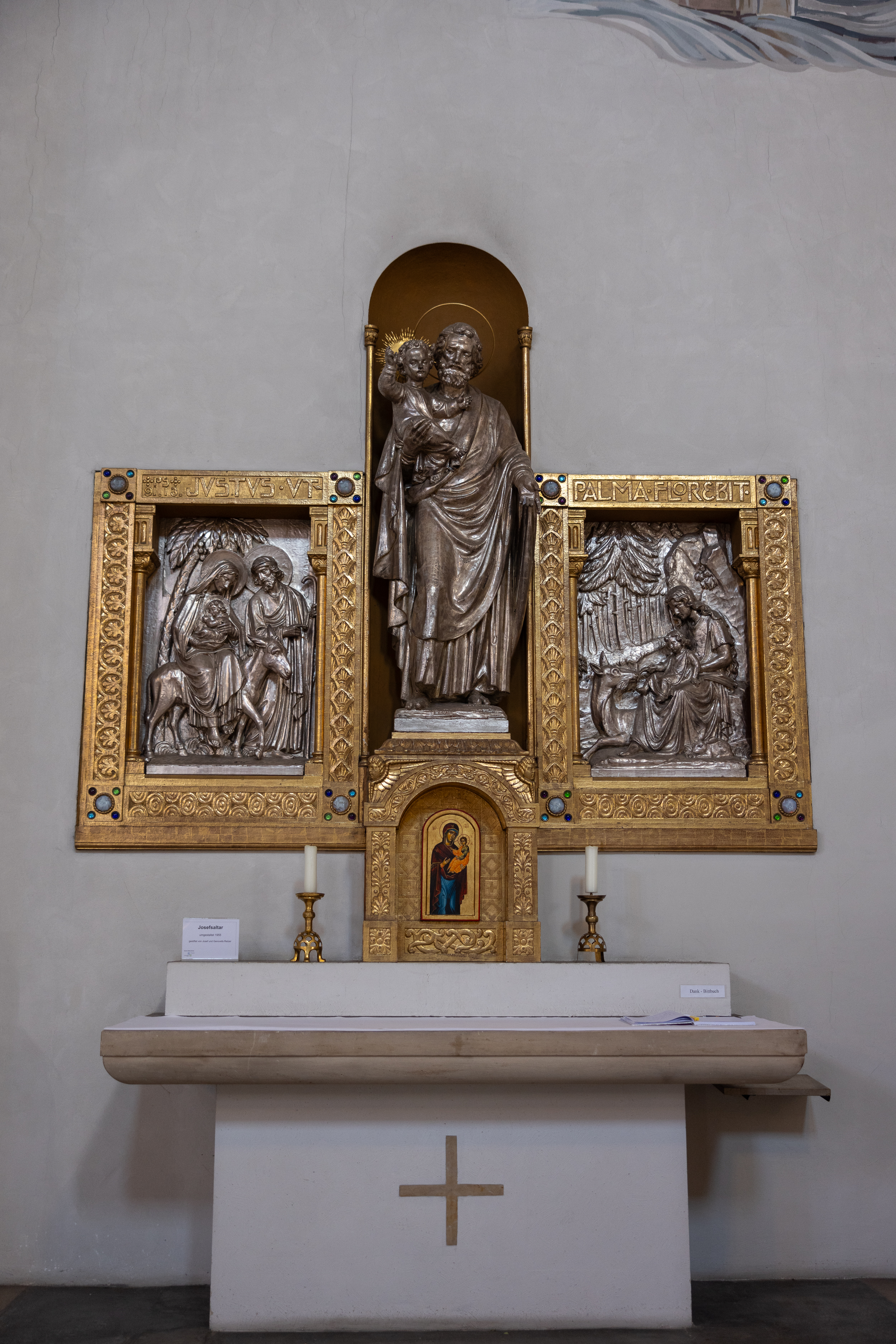
Josephsaltar im rechten Seitenschiff

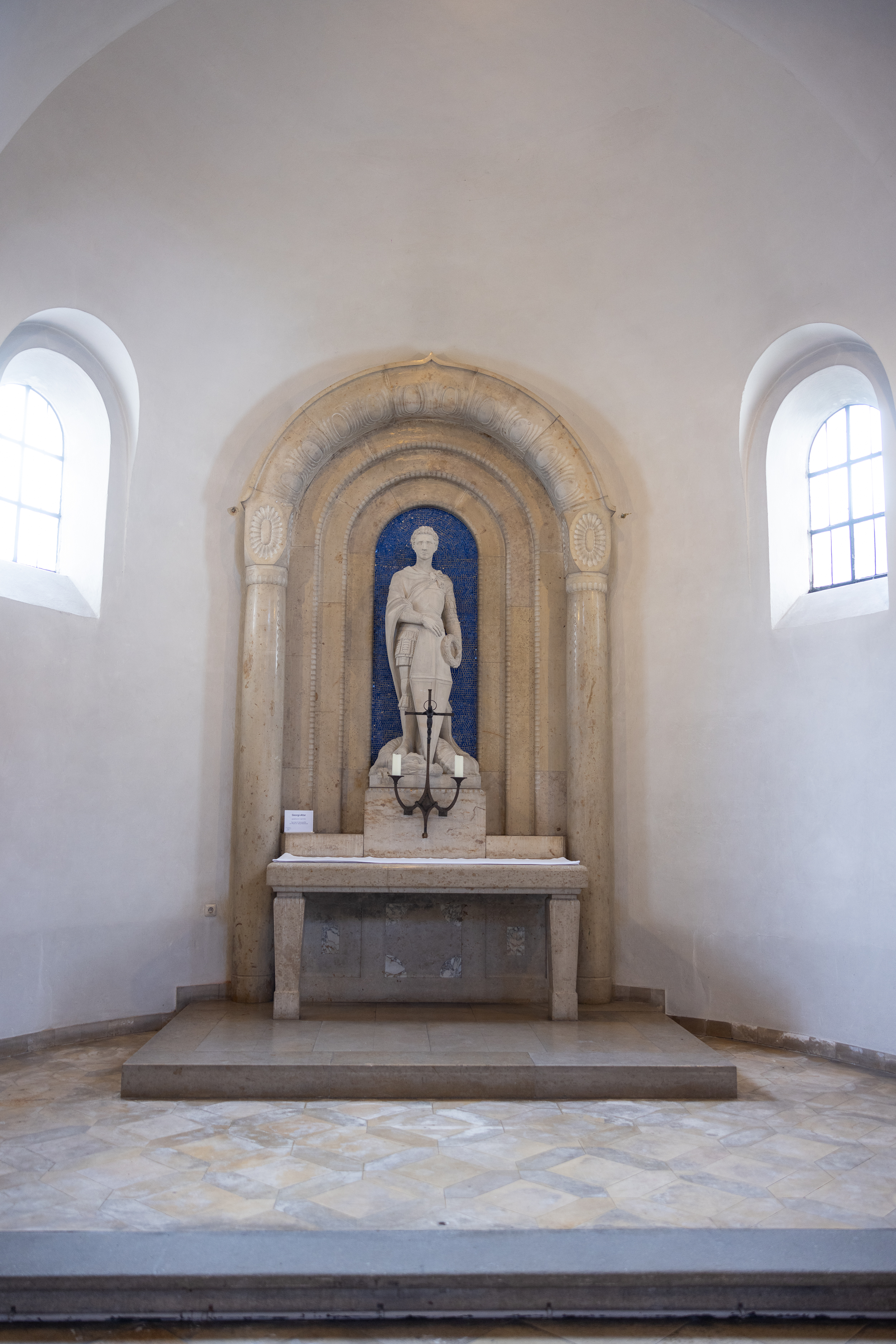
Sandsteinnachbildung von Donatellos hl. Georg im rechten Seitenschiff

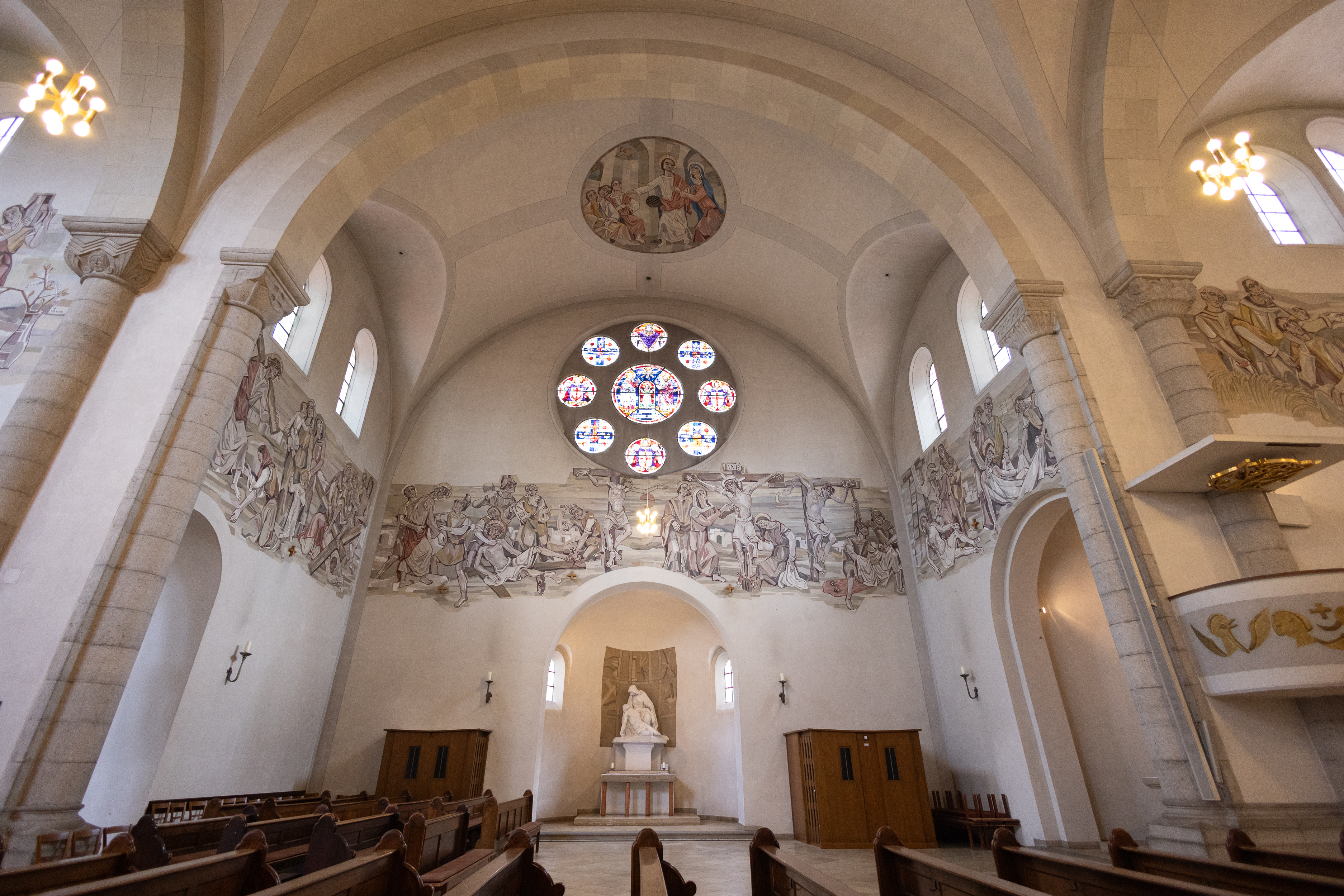
Pietá aus Carrara-Marmor im linken Querschiff, darüber Kreuzwegstationen von Michael Weingartner

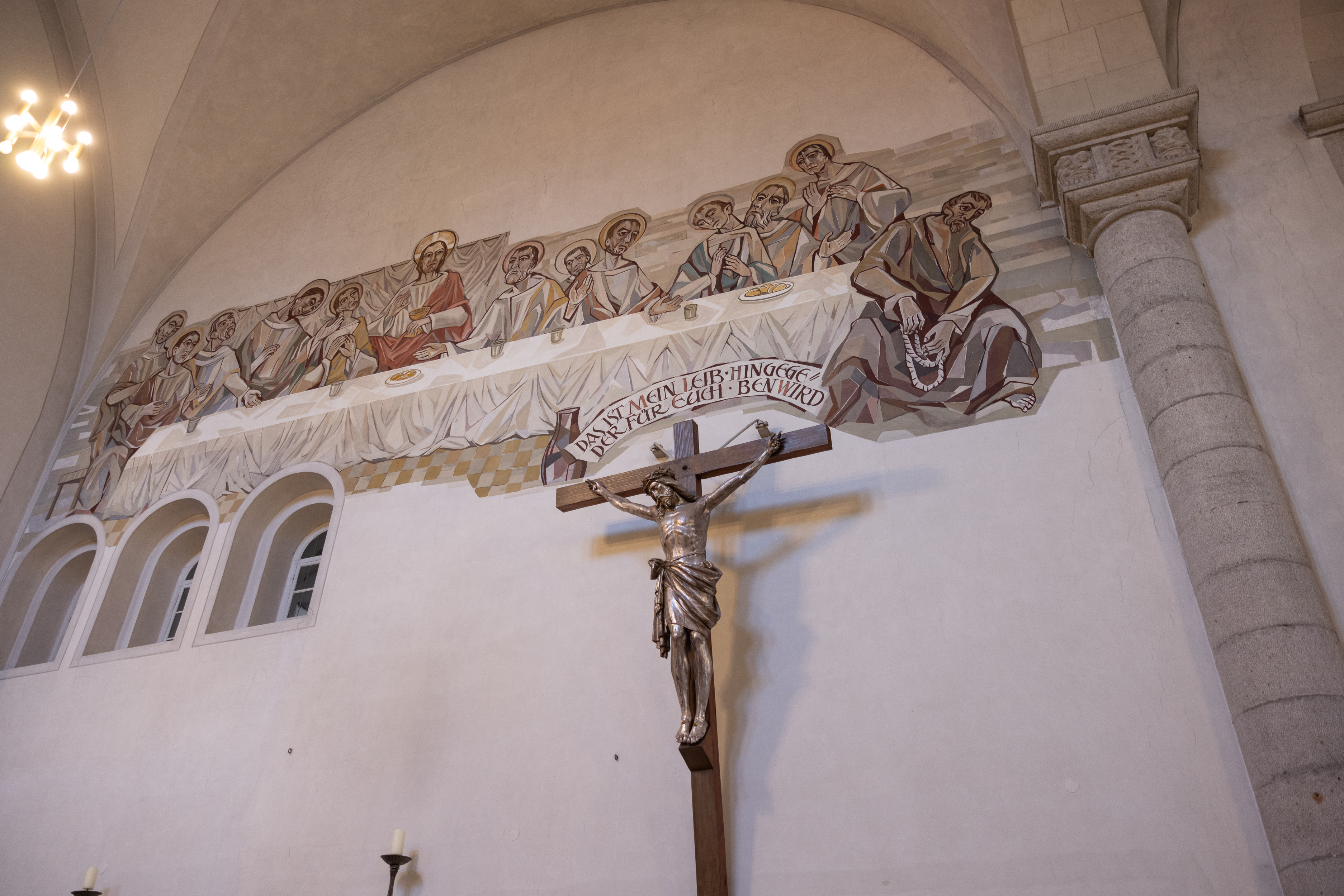
Blick zur Südwand des Presbyteriums: Abendmahl von Michael Weingartner

Mit der Stadterhebung konnte die alte, an der Würm gelegene Kirche Mariä Geburt den gewachsenen Anforderungen der Seelsorge nicht mehr genügen. So wurde eine neue Pfarrkirche auf dem damals freien Feld an der heutigen Bäckerstraße geplant. Der Münchner Architekt Hans Schurr (1864–1934) projektierte eine dreischiffige Basilika im neuromanischen Baustil, die durch Querhausarme und gleichartige Fensterrosetten an den Schiffabschlüssen in der Vierung zentriert wird. Der weithin sichtbare Turm mit seinen 60 Metern ist fast so hoch wie der Gesamtbau lang und erinnert an die Doppelturmfassade von St. Benno. Die Grundsteinlegung erfolgte am 16. Juni 1905, bereits im November 1906 stand die Kirche im Rohbau fertig.
Am 7. März 1909 wurde sie benediziert und konnte dem gottesdienstlichen Gebrauch übergeben werden. Wegen des Krieges konnte das Gotteshaus erst am 28. Juli 1918 in Gegenwart des Schirmherrn, König Ludwigs III., durch Erzbischof Michael von Faulhaber zu Ehren Mariens, der Schutzpatronin Bayerns, konsekriert werden (erst am 26. April 1916 hatte Papst Benedikt XV. auf Bitte König Ludwigs III. Maria zur Patronin Bayerns erklärt).
Das Kircheninnere war ursprünglich von Hans Kögl und Josef Hengge mit einem marianischen Bilderzyklus ausgeschmückt worden, der aber im Zweiten Weltkrieg durch Bombeneinwirkung zugrunde ging. Nach der Wiederherstellung des Bauwerks unmittelbar nach Kriegsende erfolgte 1955 eine bemerkenswerte Neuausmalung durch Michael Weingartner, wodurch zwar die einzelnen Ausstattungsstücke wieder zu einem Gesamtkunstwerk mit einheitlichem Programm verbunden, aber die damals noch in Misskredit stehenden neuromanischen Stilmittel verunklärt wurden.
Von Mai 1982 bis Juli 1986 erfolgte unter der Leitung von Alfred Laut eine umfassende Renovierung der Kirche, die in vier Phasen vorgenommen wurde. Im Zuge dieser Renovierung konnte der gereifte Künstler 1985/86 seine „Jugendsünden“ der unbelasteten Nachkriegszeit überarbeiten und sein flächenmäßig größtes Werk stilgerecht der nunmehr zu Ansehen gelangten neuromanischen Architektur unterordnen und ihre Gestaltungsmittel, Gurtbögen, Grate, Gewölbe und Wandflächen zur eindrucksvollen Wirkung steigern.
Am 1. Dezember 2013 schlossen sich die Pfarrgemeinden Maria Schutz und St. Hildegard zu einem Pfarrverband zusammen.
Seit April 2024 befindet sich der Altarraum der Pfarrkirche im Umbau. Die Kirchenverwaltung hatte zuvor von April 2023 bis Dezember 2024 gemeinsam mit der Hauptabteilung Kunst des Erzbischöflichen Ordinariats München eine umfassende Umgestaltung und Neuausstattung geplant und beschlossen. Die Entwürfe für die Umgestaltung und Neuausstattung stammen von der Münchner Künstlerin Susanne Wagner. Im Zuge der Umsetzung wird die Kommunionbank aus dem Kirchenraum entfernt und eingelagert und es wird ein neues Holzplateau als Altarinsel errichtet. Auf diesem finden ein aus hellem Kunststein gegossener Altar und ein Ambo aus demselben Material Platz. Die neue Altarinsel wird links und rechts von den Sedilien für den liturgischen Dienst sowie der Kredenz flankiert, welche mit ihrer dunklen Holztonigkeit eine optische Klammer und Brücke zum seitlichen, historischen Chorgestühl bilden. Die Umgestaltung und Neuausstattung soll vollständig im Jahr 2025 durchgeführt und abgeschlossen werden.

## Innenraum
Blickfang der Kirche ist die monumentale, in der Chorapsis schwebende Schutzmantelmadonna, die – durch die bayerische Königskrone als Patrona Bavariae ausgewiesen – ihre Arme über das Erzbistum München-Freising und die angrenzenden bayerischen Diözesen, repräsentiert durch die Bistumspatrone, hält. Ihre Augen bannen den Besucher an jeder Stelle des Kirchenraums.
Auf dem Rundbild des Chorgewölbes weiht Stadtpfarrer Georg Wachinger (1914–1927) in Gemeinschaft mit Papst Benedikt XV. und König Ludwig III. die neue Pfarrkirche der Patronin Bayerns.
Auf den übrigen Gemälden Weingartners ist das durch den Sündenfall der Stammeltern notwendig gewordene Erlösungswerk Christi von der Verkündigung seiner Menschwerdung (Langhausgewölbe) über Geburt, öffentliches Wirken (Hochschiffwände), Passion und Auferstehung (Querschiff) bis zur Sendung des Heiligen Geistes (Vierungskuppel) dargestellt, ergänzt durch die Bilder der Taufe Jesu in der Taufkapelle und seiner Wiederkunft in Herrlichkeit in der Nische des Christkönigsaltars. Ein Zeugnis vom Wissen, das hinter dieser Malerei steckt, legt auch das Bild der Antoniuskapelle ab, wo in symbolhaften Kürzeln die Wundertaten und die Verehrung dieses Heiligen skizziert sind. Von der südlichen Querschiffwand spendet der charaktervolle hl. Christophorus den Gläubigen Trost.
Im Gegensatz zu den Gemälden blieb aus der Erbauungszeit der reiche Skulpturenschatz erhalten. Das triumphbogenartige Westportal mit der Majestas Domini zwischen Maria und Josef im Tympanon und mit den beiden Apostelfürsten als Wächter ist ein Werk von Max Heilmaier (1869–1923). Die figuralen und ornamentalen Granitkapitelle des Langhauses, die lebensgroßen Holzstatuen der Heiligen Rasso und Elisabeth an der Orgelempore, die Büsten der Heiligen Heinrich und Gisela über den Seitenportalen sowie die Figur des hl. Antonius von Padua schuf der junge Hans Miller aus München. Vom gleichen Bildhauer stammen die am Seitenaltar aufgestellte Sandsteinnachbildung des hl. Georg nach Donatello und am Hochaltar die seit 1955 flügelartige angeordneten Messingreliefs in Treibarbeit (Mannaregen, wunderbare Brotvermehrung, Verehrung des Altarsakraments, Weinwunder zu Kana und Wasserwunder des Mose). Die michelangeleske Pietà aus Carrara-Marmor im linken Querschiffarm fertigte der gebürtige Allgäuer Eduard Fischer. Den silberglänzenden Josefsaltar führte die Mayer’sche Hofkunstanstalt nach einem Entwurf von Josef Flossmann (1862–1914) aus, wobei die Heiligen der Seitenreliefs (Josef führt die Heilige Familie nach Ägypten, Rast der hl. Genoveva) an die Stifter Jos. und Gen. Retzer erinnern. Dieselbe Werkstatt fertigte 1946 auch die farbig verglasten Fensterrosetten nach Entwürfen von Professor Felix Baumhauer (1876–1960): im Westen St. Cäcilia, seitlich die Heilige Familie und Auferstehung Christi.
Ein Roman Anton Boos (1733–1810) zugeschriebenes, später überarbeitetes Kruzifix ziert die ebenfalls von Weingartner neugestaltete Kriegergedächtniskapelle, ursprünglich eine Nachbildung der Notkirche, die bayerische Soldaten im Ersten Weltkrieg im Schulhaus von Bailleul vor Arras eingerichtet hatten.

### Orgel

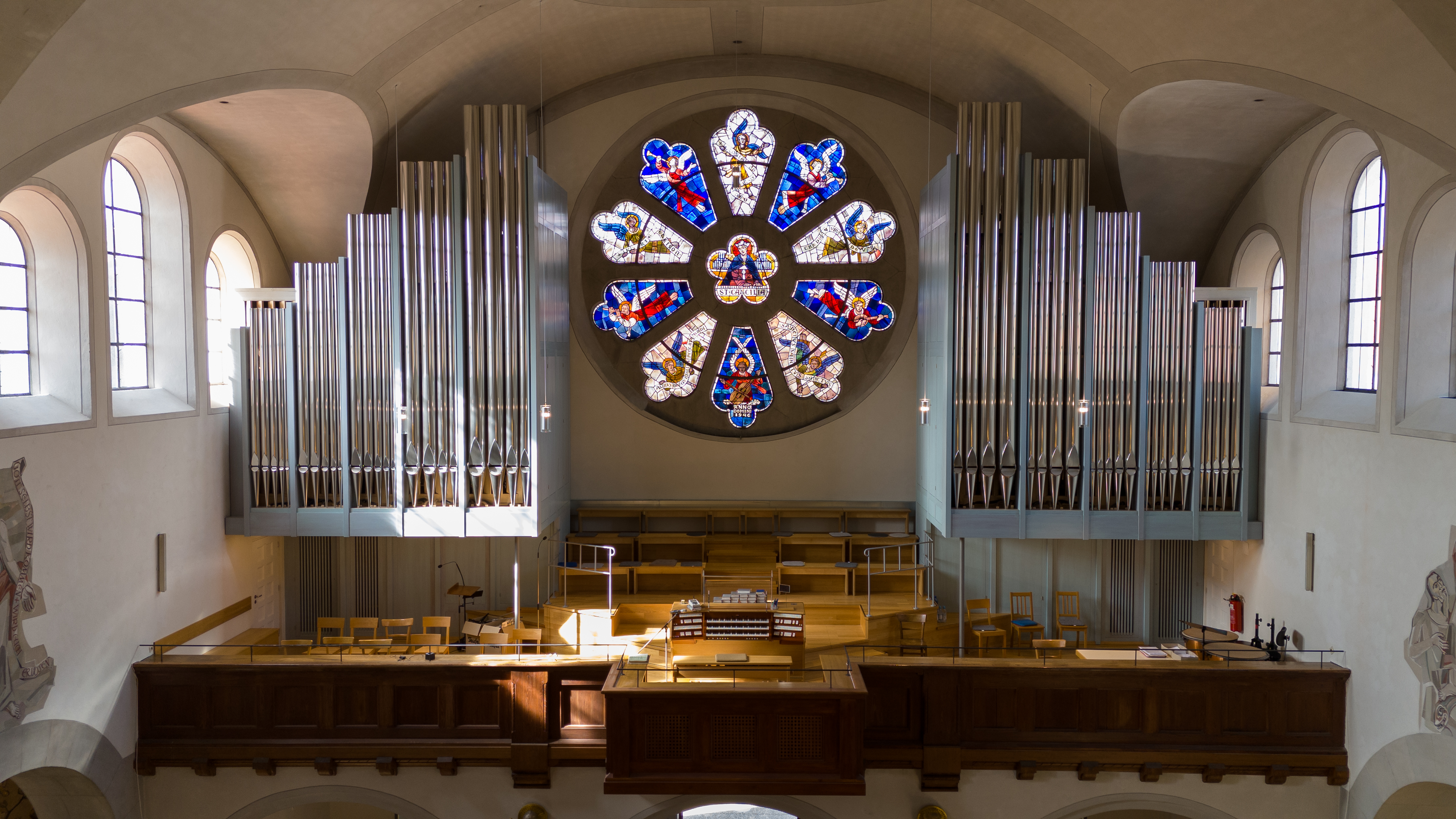
Die Eule-Orgel

Die erste Orgel für die neue Kirche baute 1915 Willibald Siemann. Das 30-registrige Instrument wurde 1968 von der Münchner Orgelbaufirma Carl Schuster durch ein neues instrument ersetzt, welches 52 Register umfasste. Dieses war nach Jahren in einem derart schlechten Zustand, dass sich die Kirchenverwaltung im September 2008 für einen Orgelneubau entschied. Die Realisierung des Orgelneubauprojekts betrieb zusammen mit der Kirchenverwaltung der Orgelbau-Verein Maria Schutz München-Pasing e. V. Das Instrument von 1968 wurde 2018 abgebaut und an die Gemeinde „Zum Guten Hirten“ in Warschau verkauft. Das neue Instrument, gebaut von Hermann Eule Orgelbau Bautzen, wurde 2021 eingeweiht. Es hat 47 Register, daneben 7 Extensionen und 6 Transmissionen, auf drei Manualwerken und Pedal.
| I Hauptwerk C–c4 |                  |       |
| 1.               | Praestant        | 16’   |
| 2.               | Principal        | 8’    |
| 3.               | Marienflöte      | 8’    |
| 4.               | Viola di Gamba   | 8’    |
| 5.               | Rohrflöte        | 8’    |
| 6.               | Oktave           | 4’    |
| 7.               | Spitzflöte       | 4’    |
| 8.               | Quinte           | 2 ⁄3’ |
| 9.               | Octave           | 2’    |
| 10.              | Mixtur maior IV  | 2’    |
| 11.              | Mixtur minor III | 1’    |
| 12.              | Cornett V        | 8’    |
| 13.              | Trompete         | 8’    |

| II Positif expressiv C–c4 |                       |        |
| 14.                       | Liebl. Gedackt        | 16’    |
| 15.                       | Principal             | 8’     |
| 16.                       | Salicional            | 8’     |
|                           | Gedackt (Ext. Nr. 14) | 8’     |
| 17.                       | Quintatön             | 8’     |
| 18.                       | Unda maris            | 8’     |
| 19.                       | Octave                | 4’     |
| 20.                       | Rohrflöte             | 4’     |
| 21.                       | Nassat                | 2 ⁄3’  |
| 22.                       | Octave                | 2’     |
| 23.                       | Terz                  | 1 3⁄5’ |
|                           | Quinte (Vorabz.)      | 1 ⁄3’  |
| 24.                       | Sifflet               | 1’     |
| 25.                       | Mixtur IV             | 1 ⁄3’  |
| 26.                       | Cor anglais           | 16’    |
| 27.                       | Voix humaine          | 8’     |
|                           | Tremulant             |        |

| III Schwellwerk C–c4 |                        |        |
| 28.                  | Viola d'amour          | 16’    |
| 29.                  | Geigenprincipal        | 8’     |
| 30.                  | Cor de nuit            | 8’     |
| 31.                  | Flute harmonique       | 8’     |
| 32.                  | Viol d'orchestre       | 8’     |
| 33.                  | Violes celestes        | 8’     |
|                      | Geigenoctave (Vorabz.) | 4’     |
| 34.                  | Fugara                 | 4’     |
| 35.                  | Flute traversière      | 4’     |
| 36.                  | Octavin                | 2’     |
| 37.                  | Viol-Cornett III       | 3 1⁄5’ |
| 38.                  | Plein jeu IV           | 4’     |
| 39.                  | Basson                 | 16’    |
| 40.                  | Trompete harmonique    | 8’     |
| 41.                  | Oboe                   | 8’     |
| 42.                  | Clairon harmonique     | 4’     |
| Tremulant            |                        |        |

| Pedal C–f1 |                           |     |
| 43.        | Untersatz                 | 32’ |
| 44.        | Kontrabaß                 | 16’ |
|            | Principalbaß (= Nr. 1)    | 16’ |
| 45.        | Violon                    | 16’ |
|            | Subbaß (Ext. Nr. 43)      | 16’ |
|            | Gedacktbaß (= Nr. 14)     | 16’ |
|            | Octavbaß (Ext. Nr. 44)    | 8’  |
|            | Violoncello (Ext. Nr. 45) | 8’  |
|            | Baßflöte (Ext. Nr. 43)    | 8’  |
|            | Gedacktbaß (aus Nr. 14)   | 8’  |
|            | Octave (Ext. Nr. 44)      | 4’  |
|            | Flötenbaß (Ext. Nr. 43)   | 4’  |
| 46.        | Posaune                   | 16’ |
|            | Fagottbaß (= Nr. 26)      | 16’ |
| 47.        | Trompetenbaß              | 8’  |
|            | Clarine (Ext. Nr. 47)     | 4’  |

### Glocken
Die heutigen Kirchenglocken aus Bronze wurden von der Glockengießerei Grüninger in Neu-Ulm im Dezember 1950 gegossen. Das Geläut hat fünf Glocken:
| Nr. | Name                | Durchmesser | Gewicht | Schlagton | Inschrift                                |
| --- | ------------------- | ----------- | ------- | --------- | ---------------------------------------- |
| 1   | Patrona Bavariae    | 1690 mm     | 3300 kg | b0        | Maria breit den Mantel aus               |
| 2   | Petrus              | 1420 mm     | 1900 kg | des1      | Du Petrus der Fels                       |
| 3   | Michael             | 1270 mm     | 1200 kg | es1       | Erzengel Michael – verteidige und kämpfe |
| 4   | Johannes Evangelist | 1120 mm     | 0900 kg | f1        | Gott ist Liebe                           |
| 5   | Josef               | 0950 mm     | 0500 kg | as1       | Aus der Tiefe rufen wir zu dir O Herr    |

Es umfasst folgende Motive: Te Deum, Gloria, Pater noster und Präfation.

### Kirchenkrippe
In Maria Schutz wird alljährlich vom Advent bis zum Weißen Sonntag eine große Kirchenkrippe aufgestellt, die seit 1928 besteht. Die 30 cm großen Figuren wie die Tiere stammen aus der Schnitzwerkstatt des Bildhauers Christian Winker (teils Vollholz, teils Köpfe, Hände und Füße der Gliederpuppen) und wurden von der Fa. Schellinger & Schmer farblich kunstvoll gefasst und vermutlich von Frauen aus der Pfarrgemeinde entsprechend bekleidet. Die Darstellungen sind:
- Mariä Verkündigung (Anfang Dezember)
- Verkündigung an die Hirten auf dem Feld (Adventszeit)
- Stall von Bethlehem mit Anbetung der Hirten (Weihnachten)
- Anbetung der Könige (Epiphanie)
- Flucht nach Ägypten
- Haus Nazareth
- Jünger am Ölberg (Fastenzeit)
- Gefangennahme Jesu (Passionszeit, seit 2011)
- Der Auferstandene (Osternacht bis Weißer Sonntag)

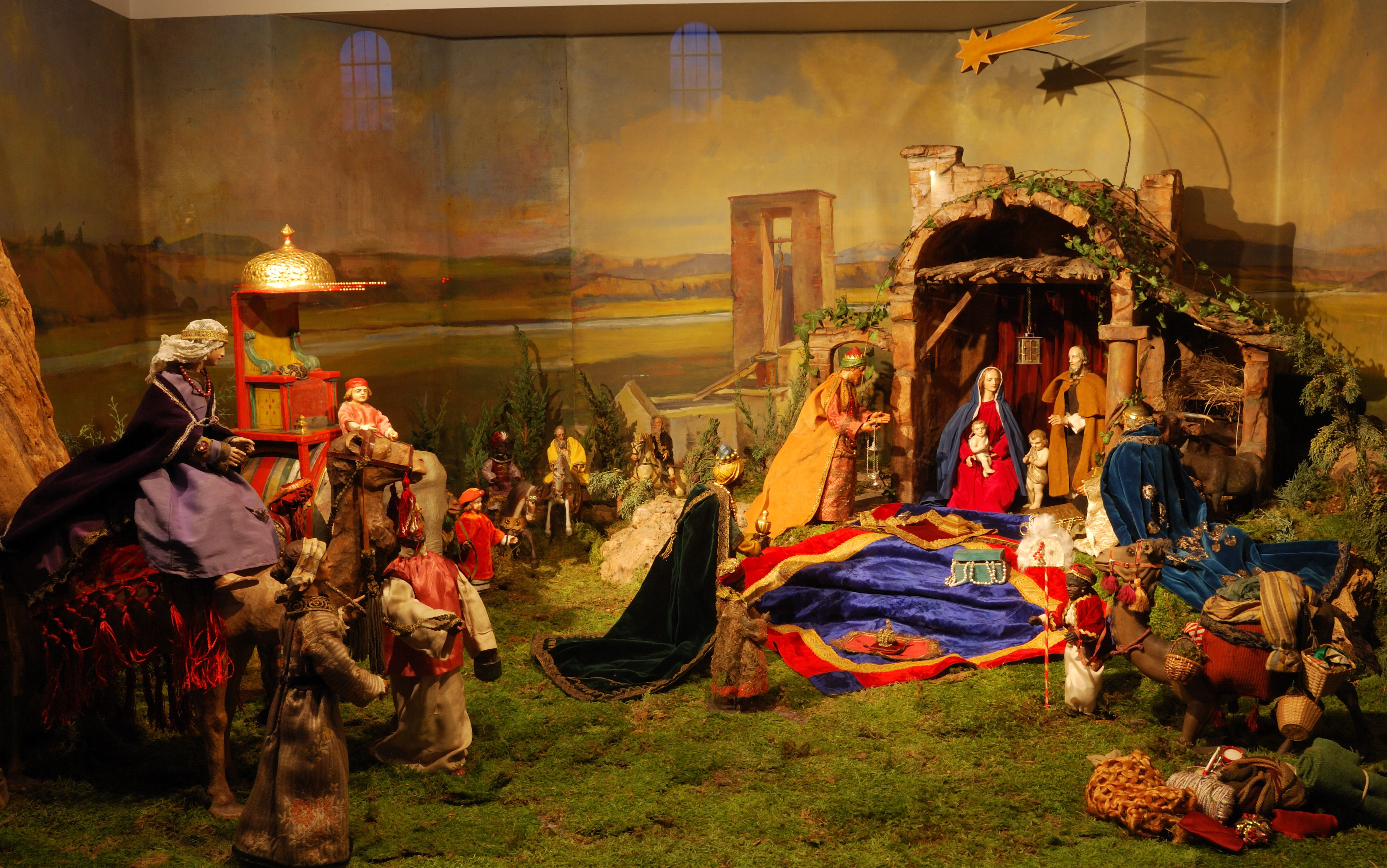
Kirchenkrippe in Maria Schutz: Anbetung der Könige

## Filialkirchen
- Die alte Pfarrkirche Mariä Geburt mit ehemaligem, ummauertem Dorffriedhof liegt Am Klostergarten in der Nähe der Würm. Ihr spätgotischer Kern wurde im 19. Jahrhundert erweitert. Die Kirche wird vom Orden der Passionisten betreut.
- Die Kirche Maria Rosenkranzkönigin an der Institutsstraße gehört der Congregatio Jesu. Sie wurde 1890 erbaut und am 11. Oktober 1891 durch Erzbischof Antonius von Thoma konsekriert. Bis 2004 gehörte sie dem Orden der Englischen Fräulein.
- Die Kirche St. Josef gehört zur Klinik München-Pasing, inzwischen Helios-Klinik München-Pasing, und wurde 1967 zusammen mit dem neu erbauten Krankenhaus eingeweiht.[4]
- Die Johann-Nepomuk-Kapelle an der Würm wurde in der Zeit von 1700 bis 1704 durch den Grafen von Berchem errichtet.

## Pfarrgemeinde
Die Pfarrgemeinde zählt 7660 Katholiken (Stand 2012).
Ordensniederlassungen auf dem Gebiet der Pfarrei Maria Schutz:
- Passionisten
- Congregatio Jesu (Provinzialat)
- Franziskanerinnen von Mallersdorf (Kindergarten, Kinderhort) (bis Ende Juni 2014)